# Terme di Retorbido

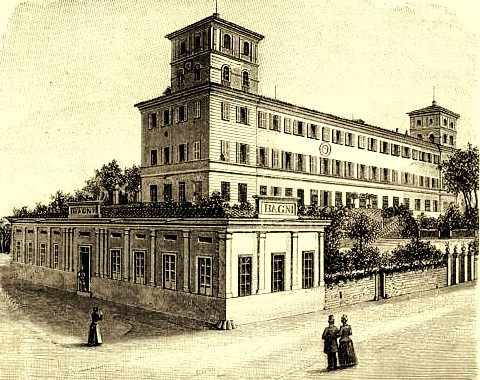
Lo stabilimento dei bagni di Retorbido in una immagine di fine secolo XIX (da una cartolina dell'epoca)

Le Terme di Retorbido, nel Comune di Retorbido, in provincia di Pavia, sono state tra gli stabilimenti termali più conosciuti e frequentati di tutta l'Italia settentrionale, citate sin dal Rinascimento per le proprietà delle sue acque solforose.

## Caratteristiche idrogeologiche dell'area
All'interno del territorio della provincia di Pavia, formato in massima parte da antiche alluvioni che colmarono l'ampio golfo adriatico, si trova l'area dell'alto Vogherese che presenta i caratteri dell'Appennino Ligure con terreni terziari dove troviamo importanti sorgenti di acque minerali. Il bacino idrico che si estende da Voghera sino a Rivanazzano-Godiasco e scende fino a Bobbio, toccando nella sua parte superiore Retorbido, Casteggio e Broni, vede la presenza di sorgenti clorurate-iodio-bromurate (Miradolo, Bobbio, Rivanazzano, Salice), sorgenti di acque solforose (Retorbido, ma anche Casteggio, Codevilla e Mornico Losana) e infine "scaturigini" di acque ferruginose, come a Broni.

## Storia
Le terme di Retorbido erano rinomate sin dal Rinascimento per le ottime proprietà delle sue acque solforose. Sono citate dal Guarnerio (1500), dal Frascati e dal Manara (1575), dal Barenghi (1822) e dall'Angelini (1830), ed ebbe tra i suoi estimatori persino Alessandro Volta. In un'importante dissertazione dal titolo: "Il  trattato delle fontane et acque di Ritorbio, dell’eccell. medico e consigliero regio, M.Theodoro Guainerio, pavese. Nuovamente posto in luce, e di latino fatto italiano", il medico della corte di Re Luigi XII di Francia, Teodoro Guainerio (da non confondersi col già citato Guarnerio) scrisse di alcune fontane, ognuna con una proprietà diversa, sulle pendici di una collina a sinistra del Torrente Rile, a circa un miglio dal castello di Retorbido. Già nel 1575 il medico pavese Gabriele Frascati, evidenziò la necessità di un fabbricato atto a ricevere gli ammalati che praticavano «l’uso del fango», edificio che venne alla luce molto tempo dopo, quando, verso la metà del secolo XIX, dando l'avvio ad una fiorente attività termale, si realizzò nel centro del paese, ai piedi del castello del marchese Durazzo Pallavicini, un moderno stabilimento dotato di "buone vasche e docciature", dove era possibile fare non solo i bagni solforosi, ma anche quelli salso-bromo-jodici con l'acqua tratta dal cosiddetto Fontanone, profondo 99 metri, distante circa un chilometro dall'abitato, probabilmente collegato alle stesse fonti sotterranee di Rivanazzano e di Salice, stazioni termali poco distanti, in quanto forniva acqua della stessa natura di queste ultime. Per migliorare le comunicazioni fu costruita una strada alberata e fu istituita una tramvìa a cavallo collegata alla stazione di Voghera. Era frequentato da abitanti della Lomellina, del circondario di Pavia e della provincia di Alessandria - ma anche da esponenti della nobiltà pavese e milanese -  tutti essenzialmente sofferenti di affezioni alla milza, fegato e utero, dispeptici, linfatici e con malattie cutanee; tuttavia tale frequenza diminuì agli inizi del secolo successivo perché venne a mancare il servizio di collegamento con Voghera. Lo sfruttamento degli stabilimenti termali aveva portato grande beneficio all'economia locale con l'apertura di numerosi alberghi e locande e l'integrazione dei redditi degli agricoltori del posto con la fornitura di servizi ricettivi e altri beni. La chiusura delle strutture termali provocò il lento declino di Retorbido. Dei fasti passati restano solo quattro piccole fontane di acque termali all'interno di un'area privata.

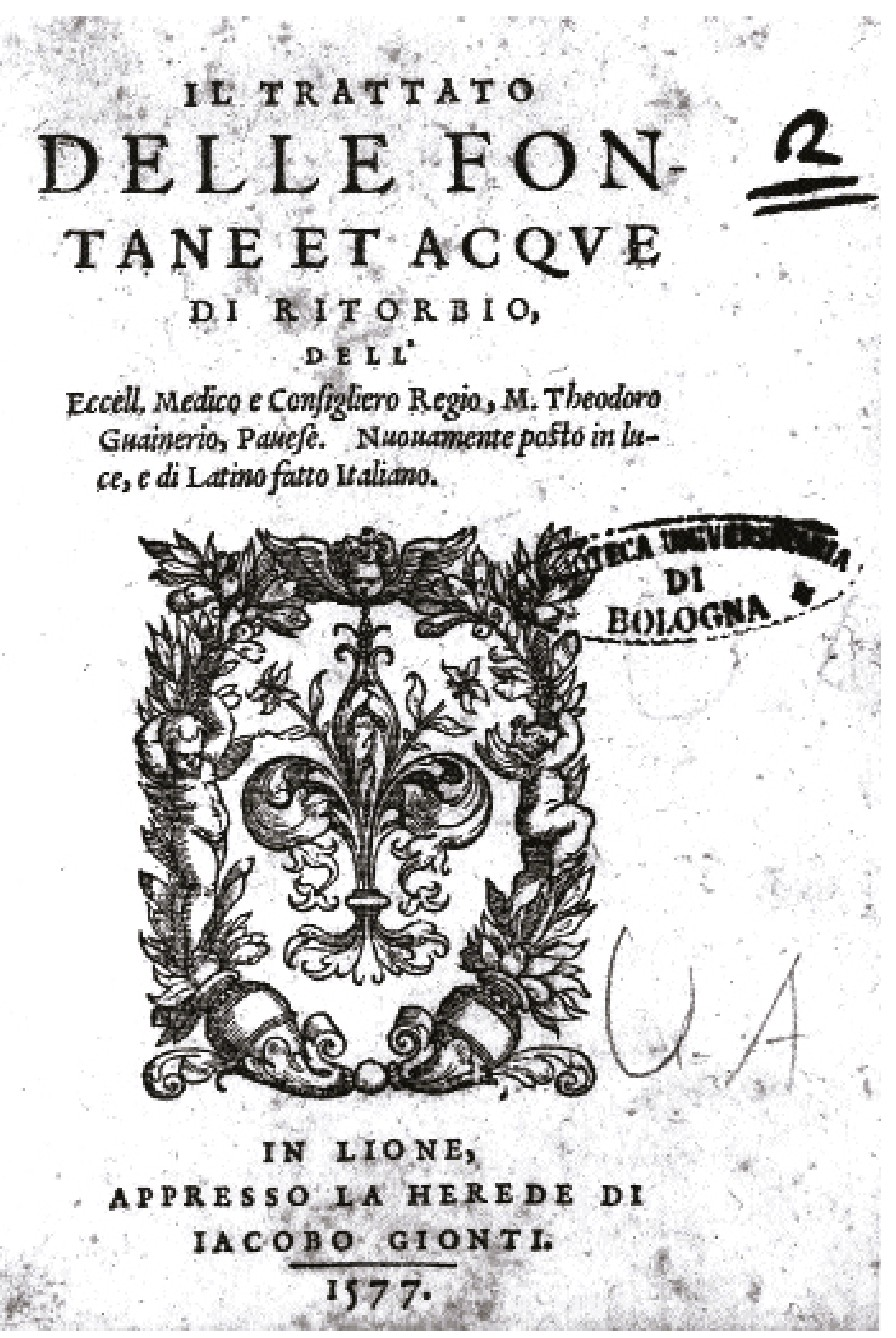
Frontespizio del trattato del medico pavese Teodoro Guainerio dal titolo: "Delle fontane et acque di Ritorbio", pubblicato a Lione nel 1577

## "Il trattato delle fontane et acque di Ritorbio"
Una trattazione a parte merita questa importante opera del medico pavese Teodoro Guainerio, pubblicata nel 1577 a Lione - attualmente custodita in Italia nella Biblioteca dell'Università di Bologna - che, secondo uno studioso locale, rappresenta il primo trattato rinascimentale sulle acque termali e che destò un grande interesse in Francia, all'epoca di Re Luigi XII (conosciuto anche come re Ludovico XII, duca di Orliens). Nella prima parte il Guainerio descrive con accuratezza l’ubicazione delle fontane, che dice situate nei pressi di una piazza nella quale si trova pure la Chiesa della Madonna delle Fontane, da ognuna delle quali sgorga un’acqua con peculiari caratteristiche, perché diverse sono le sorgenti da cui le acque provengono. La prima, solforosa, è «efficace à sanar la rogna»; la seconda, «di minèra di piombo», è «giovevole alli mali degli occhi» e la terza, «di minera di ferro è utile al fegato». Oltre a descrivere i benefici derivanti dalle "miracolose" acque termali di Retorbido, il trattato prende in considerazione le attività fisioterapiche e idroterapiche, inclusi i tempi delle cure che, con grande beneficio dei sofferenti, si tenevano nell'area termale.